# Красное уведомление (фильм)
«Красное уведомление» (англ. Red Notice) — американский комедийный боевик режиссёра и сценариста Роусона Маршалла Тёрбера. Главные роли исполнили Дуэйн Джонсон, Райан Рейнольдс и Галь Гадот. Третий совместный проект Тёрбера и Джонсона после картин «Полтора шпиона» и «Небоскрёб», третья совместная работа Гадот и Джонсона (после фильмов «Форсаж 5» и «Форсаж 6»), вторая совместная работа Гадот и Рейнольдса (после фильма «Преступник») и вторая коллаборация между Джонсоном и Рейнольдсом (после фильма «Форсаж: Хоббс и Шоу»).
Universal Pictures приобрела права на распространение и запланировала его выпуск 13 ноября 2020 года. Однако 8 июля 2019 года, когда Universal не согласилась с предложенным бюджетом, Netflix выкупил права на распространение фильма. Фильм вышел в ограниченный прокат в США 5 ноября 2021 года, а 12 ноября стал доступен на Netflix. Фильм получил отрицательные отзывы кинокритиков.

## Сюжет
Две тысячи лет назад римский военачальник Марк Антоний в знак своей вечной преданности преподносит в день свадьбы египетской царице Клеопатре три яйца, украшенные драгоценными камнями. Со временем яйца теряются; два из них находит фермер в 1907 году, но последнее считается утраченным.
В 2021 году Джон Хартли, криминальный профайлер ФБР, получает задание помочь агенту Интерпола Урваши Дас в расследовании возможной кражи одного из яиц, выставленного в Национальном музее Замка Святого Ангела в Риме. Глава службы безопасности опровергает опасения правоохранительных органов, но Хартли обнаруживает, что экспонат является подделкой, а подлинное яйцо украдено. До блокировки дверей зала международному похитителю произведений искусства Нолану Буту удаётся сбежать с трофеем. Прибыв с яйцом в свой дом на Бали, он обнаруживает там Хартли, Дас и штурмовой отряд Интерпола. Они арестовывают Бута и забирают сокровище под стражу. Незаметно для всех главный конкурент Бута, воровка Сара «Ладья» Блэк, замаскированная под одного из членов группы захвата, подменяет настоящее яйцо другой подделкой. На следующий день Дас сталкивается с Хартли и сажает его в мрачную российскую тюрьму в одну камеру с Бутом, считая, что он также несёт ответственность за кражу.
Вскоре после прибытия Блэк предлагает Буту вместе разыскать третье яйцо, ведь он знает о его местонахождении. Бут отклоняет её предложение, поэтому Хартли предлагает им работать вместе, помочь посадить Блэк в тюрьму: в таком случае Бут станет вором номер один в мире. Парочка сбегает из тюрьмы и направляется в Валенсию, чтобы украсть второе яйцо, находящееся у известного торговца оружием Сотто Воче, который устраивает бал-маскарад. Там они видят Блэк, которая также собирается украсть яйцо. Все трое приходят в хранилище Воче, где Хартли и Бут сражаются с Блэк. Воче прибывает со своей охраной, а Блэк даёт понять, что она работает с Воче. Блэк пытает Хартли электричеством до тех пор, пока Бут не соглашается раскрыть местонахождение третьего яйца. Блэк обводит Воче вокруг пальца и уезжает в Египет, где, по словам Бута, спрятано яйцо. После отъезда из Валенсии Бут сообщает Хартли, что на самом деле яйцо находится в Аргентине, а координаты этого места было выгравированы на любимых часах его покойного отца, которые когда-то принадлежали Рудольфу Цайху, личному арт-куратору Адольфа Гитлера.
Они пробираются через аргентинские джунгли и находят секретный бункер, заполненный бесчисленными нацистскими артефактами, включая третье яйцо. Появляется Блэк, которая отнимает у них яйцо, но на её пути встают Дас и команда местных полицейских.
Хартли, Бут и Блэк сбегают на старинном автомобиле Mercedes-Benz 770 1931 года выпуска, а Дас преследует их на броневике. В конце концов выход приводит их на вершину водопада, и они падают в воду. Бут выплывает на берег с яйцом, и вскоре узнаёт, что Хартли и Блэк на самом деле напарники и любовники; Хартли никогда не был агентом ФБР, а является мошенником, как и его отец. Бут отдает яйцо, и его оставляют в джунглях, прикованным наручниками к дереву.
В Каире Хартли и Блэк доставляют три яйца египетскому миллиардеру на свадьбу его дочери. Впоследствии торжественную церемонию прерывает отряд Интерпола во глава с Дас, которая арестовывает невесту и её отца.
Спустя 6 месяцев Хартли и Блэк, отдыхающие на яхте рядом с Сардинией, снова сталкиваются с Бутом, который сообщает им, что рассказал Дас об их секретном счете на Каймановых островах, на который поступили 300 миллионов долларов за яйца, и Дас заморозила счет, оставив их без денег. Бут также сообщает, что Интерпол уже на пути к их поимке, но предлагает шанс сбежать, если они помогут ему с новым ограблением. Дас ставит на личные дела троицы «красные уведомления» (ордер на арест высшего уровня, выдаваемый Интерполом для поимки самых разыскиваемых в мире преступников), а они тем временем готовятся провернуть новое дело в Лувре.

## В ролях
- Дуэйн Джонсон — Джон Хартли, агент Интерпола, величайший следопыт в мире/тайный сообщник и любовник Ладьи
- Райан Рейнольдс — Нолан Бут, величайший аферист предметов искусства в мире
- Галь Гадот — Ладья, величайшая воровка в мире искусства
- Крис Диамантопулос — Сотто Воче
- Риту Арья — Урваши Дас, инспектор Интерпола
- Айван Мбакоп — Тамбве
- Винченцо Амато — директор Галло
- Рафаэль Петарди — Риччи, начальник охраны

Также в фильме появляются Даниэл Бернхардт в качестве камео в роли Драго Гранде и британский певец Эд Ширан в роли самого себя.

## Производство

### Разработка
За право поставить фильм шла борьба между самыми крупными студиями — Universal Pictures, Warner Bros., Paramount Pictures, Legendary Entertainment, Netflix и Sony Pictures . Фильм изначально стоил 160 млн долл, но в итоге из-за переносов его цена выросла до 200. Он был спродюсирован Бо Флинном через его компанию Flynn Picture Company, с Джонсоном, Дэни Гарсия и Хирамом Гарсиа через их компанию Seven Bucks Productions вместе с Bad Version Inc. Тербера. 9 февраля 2018 года было объявлено, что Universal и Legendary выиграли войну за право снять фильм.
Гонорар Джонсона впервые составил не менее 20 миллионов долларов. Позже выяснилось, что Гадот также получит 20 миллионов долларов за свою роль в фильме, что сделало её третьей самой высокооплачиваемой актрисой в мире в 2020 году. За сценарий и режиссуру Тербер получил 10 млн долл. Картина стала самой дорогой в истории Netflix/

### Съёмочный процесс
Съёмки начались 3 января 2020 года в Атланте, штат Джорджия. Ранее ожидалось, что производство фильма начнется в апреле 2019 года после того, как Джонсон завершит съемки в фильме «Джуманджи: Новый уровень». 8 июля 2019 года съёмки были отложены до начала 2020 года Запланированная съёмка в Италии была отменена из-за пандемии COVID-19 в стране. 14 марта было объявлено, что производство было приостановлено на неопределенный срок из-за пандемии.
Съёмки возобновились к середине сентября и были завершены примерно в конце ноября. Галь Гадот и Райан Рейнольдс закончили съемки к концу октября. С предполагаемым производственным бюджетом в 160 миллионов долларов (Variety сообщает, что он может достигать 200 миллионов долларов), фильм является самым дорогостоящим в истории Netflix.

## Премьера
Первоначально Universal планировала выпустить фильм 12 июня 2020 года. Затем, 8 июля 2019 года, Netflix выкупил права на показ и перенёс премьеру на 2021 год. Фильм был выпущен в ограниченный прокат в США 5 ноября 2021 года, а 12 ноября премьера состоялась на Netflix.

## Восприятие
На сайте-агрегаторе Rotten Tomatoes фильм имеет рейтинг 39 %, основанный на 114 рецензиях, со средней оценкой 6.8/10. Консенсус критиков гласит: «Большой бюджет и звёздный актёрский состав Красного уведомления в сумме дают ловко компетентную экшен-комедию, чьи безвкусные ингредиенты лишь делают итоговый результат более разочаровывающим». На сайте Metacritic фильм имеет средний рейтинг 36 баллов из 100 на основе 34 рецензий, что соответствует статусу «в целом неблагоприятные отзывы».

## Сиквел
Сообщения о том, что Netflix планирует снять продолжение «Красного уведомления», появились в августе 2020 года. В ноябре 2021 года Хирам Гарсия объявил о предварительных планах по созданию сиквела, заявив, что сценарист и режиссёр Роусон Маршалл Тёрбер официально представил сиквел и что все сотрудники оптимистично настроены в отношении его разработки; при этом он сообщил, что Netflix официально сообщил им, что они заинтересованы в продолжении. Позже продюсер рассказал, что в потенциальном сиквеле трио главных героев будет участвовать в новых ограблениях по всему миру, подтвердив при этом, что его разработка зависит от того, как воспримут первый фильм.
Дуэйн Джонсон отметил положительный приём зрителями «Красного уведомления» на своей странице в социальных сетях, заявив при этом, что «ещё не всё потеряно». После объявления о том, что фильм установил рекорд по количеству зрителей за все время существования Netflix, Джонсон ещё раз намекнул на возможное продолжение. Позднее Тёрбер заявил, что если сиквел будет одобрен, он намерен снять два продолжения одновременно.
В январе 2022 года стало известно, что два сиквела официально находятся в разработке и будут сниматься один за другим. Тёрбер снова выступит в качестве сценариста и режиссёра, а Джонсон, Рейнольдс и Гадот вновь вернутся к своим ролям. В октябре того же года стало известно, что сценарий второго фильма закончен, а работа над сценарием третьего фильма продолжается. В том же интервью продюсеры Хирам Гарсия и Флинн подтвердили, что сиквелы будут сниматься один за другим.